# Llista d'asteroides/71101–71200
| Nom     | Designació provisional | Data de descobriment | Lloc de descobriment | Descobridor/s |
| ------- | ---------------------- | -------------------- | -------------------- | ------------- |
| 71101 - | 1999 XY140             | 2 de desembre, 1999  | Kitt Peak            | Spacewatch    |
| 71102 - | 1999 XH144             | 15 de desembre, 1999 | Fountain Hills       | C. W. Juels   |
| 71103 - | 1999 XN144             | 11 de desembre, 1999 | Oohira               | T. Urata      |
| 71104 - | 1999 XA145             | 7 de desembre, 1999  | Kitt Peak            | Spacewatch    |
| 71105 - | 1999 XP151             | 7 de desembre, 1999  | Kitt Peak            | Spacewatch    |
| 71106 - | 1999 XS151             | 7 de desembre, 1999  | Kitt Peak            | Spacewatch    |
| 71107 - | 1999 XT151             | 7 de desembre, 1999  | Kitt Peak            | Spacewatch    |
| 71108 - | 1999 XL153             | 7 de desembre, 1999  | Socorro              | LINEAR        |
| 71109 - | 1999 XN153             | 7 de desembre, 1999  | Socorro              | LINEAR        |
| 71110 - | 1999 XZ154             | 8 de desembre, 1999  | Socorro              | LINEAR        |
| 71111 - | 1999 XO155             | 8 de desembre, 1999  | Socorro              | LINEAR        |
| 71112 - | 1999 XP155             | 8 de desembre, 1999  | Socorro              | LINEAR        |
| 71113 - | 1999 XV155             | 8 de desembre, 1999  | Socorro              | LINEAR        |
| 71114 - | 1999 XY155             | 8 de desembre, 1999  | Socorro              | LINEAR        |
| 71115 - | 1999 XW156             | 8 de desembre, 1999  | Socorro              | LINEAR        |
| 71116 - | 1999 XO157             | 8 de desembre, 1999  | Socorro              | LINEAR        |
| 71117 - | 1999 XW157             | 8 de desembre, 1999  | Socorro              | LINEAR        |
| 71118 - | 1999 XH159             | 8 de desembre, 1999  | Socorro              | LINEAR        |
| 71119 - | 1999 XJ161             | 12 de desembre, 1999 | Socorro              | LINEAR        |
| 71120 - | 1999 XJ162             | 13 de desembre, 1999 | Socorro              | LINEAR        |
| 71121 - | 1999 XY163             | 8 de desembre, 1999  | Socorro              | LINEAR        |
| 71122 - | 1999 XC165             | 8 de desembre, 1999  | Socorro              | LINEAR        |
| 71123 - | 1999 XM168             | 10 de desembre, 1999 | Socorro              | LINEAR        |
| 71124 - | 1999 XR173             | 10 de desembre, 1999 | Socorro              | LINEAR        |
| 71125 - | 1999 XY173             | 10 de desembre, 1999 | Socorro              | LINEAR        |
| 71126 - | 1999 XU174             | 10 de desembre, 1999 | Socorro              | LINEAR        |
| 71127 - | 1999 XX175             | 10 de desembre, 1999 | Socorro              | LINEAR        |
| 71128 - | 1999 XO176             | 10 de desembre, 1999 | Socorro              | LINEAR        |
| 71129 - | 1999 XQ176             | 10 de desembre, 1999 | Socorro              | LINEAR        |
| 71130 - | 1999 XX176             | 10 de desembre, 1999 | Socorro              | LINEAR        |
| 71131 - | 1999 XY176             | 10 de desembre, 1999 | Socorro              | LINEAR        |
| 71132 - | 1999 XB177             | 10 de desembre, 1999 | Socorro              | LINEAR        |
| 71133 - | 1999 XQ177             | 10 de desembre, 1999 | Socorro              | LINEAR        |
| 71134 - | 1999 XR177             | 10 de desembre, 1999 | Socorro              | LINEAR        |
| 71135 - | 1999 XM178             | 10 de desembre, 1999 | Socorro              | LINEAR        |
| 71136 - | 1999 XV178             | 10 de desembre, 1999 | Socorro              | LINEAR        |
| 71137 - | 1999 XQ179             | 10 de desembre, 1999 | Socorro              | LINEAR        |
| 71138 - | 1999 XY179             | 10 de desembre, 1999 | Socorro              | LINEAR        |
| 71139 - | 1999 XB180             | 10 de desembre, 1999 | Socorro              | LINEAR        |
| 71140 - | 1999 XK180             | 10 de desembre, 1999 | Socorro              | LINEAR        |
| 71141 - | 1999 XX180             | 12 de desembre, 1999 | Socorro              | LINEAR        |
| 71142 - | 1999 XP181             | 12 de desembre, 1999 | Socorro              | LINEAR        |
| 71143 - | 1999 XR181             | 12 de desembre, 1999 | Socorro              | LINEAR        |
| 71144 - | 1999 XW182             | 12 de desembre, 1999 | Socorro              | LINEAR        |
| 71145 - | 1999 XA183             | 12 de desembre, 1999 | Socorro              | LINEAR        |
| 71146 - | 1999 XQ183             | 12 de desembre, 1999 | Socorro              | LINEAR        |
| 71147 - | 1999 XZ183             | 12 de desembre, 1999 | Socorro              | LINEAR        |
| 71148 - | 1999 XV184             | 12 de desembre, 1999 | Socorro              | LINEAR        |
| 71149 - | 1999 XE186             | 12 de desembre, 1999 | Socorro              | LINEAR        |
| 71150 - | 1999 XW186             | 12 de desembre, 1999 | Socorro              | LINEAR        |
| 71151 - | 1999 XZ188             | 12 de desembre, 1999 | Socorro              | LINEAR        |
| 71152 - | 1999 XM189             | 12 de desembre, 1999 | Socorro              | LINEAR        |
| 71153 - | 1999 XR190             | 12 de desembre, 1999 | Socorro              | LINEAR        |
| 71154 - | 1999 XJ192             | 12 de desembre, 1999 | Socorro              | LINEAR        |
| 71155 - | 1999 XP193             | 12 de desembre, 1999 | Socorro              | LINEAR        |
| 71156 - | 1999 XA194             | 12 de desembre, 1999 | Socorro              | LINEAR        |
| 71157 - | 1999 XD194             | 12 de desembre, 1999 | Socorro              | LINEAR        |
| 71158 - | 1999 XQ194             | 12 de desembre, 1999 | Socorro              | LINEAR        |
| 71159 - | 1999 XK195             | 12 de desembre, 1999 | Socorro              | LINEAR        |
| 71160 - | 1999 XS195             | 12 de desembre, 1999 | Socorro              | LINEAR        |
| 71161 - | 1999 XX195             | 12 de desembre, 1999 | Socorro              | LINEAR        |
| 71162 - | 1999 XX197             | 12 de desembre, 1999 | Socorro              | LINEAR        |
| 71163 - | 1999 XU199             | 12 de desembre, 1999 | Socorro              | LINEAR        |
| 71164 - | 1999 XF202             | 12 de desembre, 1999 | Socorro              | LINEAR        |
| 71165 - | 1999 XJ202             | 12 de desembre, 1999 | Socorro              | LINEAR        |
| 71166 - | 1999 XL203             | 12 de desembre, 1999 | Socorro              | LINEAR        |
| 71167 - | 1999 XZ203             | 12 de desembre, 1999 | Socorro              | LINEAR        |
| 71168 - | 1999 XQ204             | 12 de desembre, 1999 | Socorro              | LINEAR        |
| 71169 - | 1999 XV204             | 12 de desembre, 1999 | Socorro              | LINEAR        |
| 71170 - | 1999 XE206             | 12 de desembre, 1999 | Socorro              | LINEAR        |
| 71171 - | 1999 XG206             | 12 de desembre, 1999 | Socorro              | LINEAR        |
| 71172 - | 1999 XK206             | 12 de desembre, 1999 | Socorro              | LINEAR        |
| 71173 - | 1999 XA209             | 13 de desembre, 1999 | Socorro              | LINEAR        |
| 71174 - | 1999 XO210             | 13 de desembre, 1999 | Socorro              | LINEAR        |
| 71175 - | 1999 XS212             | 14 de desembre, 1999 | Socorro              | LINEAR        |
| 71176 - | 1999 XT212             | 14 de desembre, 1999 | Socorro              | LINEAR        |
| 71177 - | 1999 XA213             | 14 de desembre, 1999 | Socorro              | LINEAR        |
| 71178 - | 1999 XB213             | 14 de desembre, 1999 | Socorro              | LINEAR        |
| 71179 - | 1999 XM213             | 14 de desembre, 1999 | Socorro              | LINEAR        |
| 71180 - | 1999 XG214             | 14 de desembre, 1999 | Socorro              | LINEAR        |
| 71181 - | 1999 XA215             | 14 de desembre, 1999 | Socorro              | LINEAR        |
| 71182 - | 1999 XB215             | 14 de desembre, 1999 | Socorro              | LINEAR        |
| 71183 - | 1999 XO215             | 14 de desembre, 1999 | Socorro              | LINEAR        |
| 71184 - | 1999 XJ217             | 13 de desembre, 1999 | Kitt Peak            | Spacewatch    |
| 71185 - | 1999 XS220             | 14 de desembre, 1999 | Socorro              | LINEAR        |
| 71186 - | 1999 XX222             | 15 de desembre, 1999 | Socorro              | LINEAR        |
| 71187 - | 1999 XG224             | 13 de desembre, 1999 | Kitt Peak            | Spacewatch    |
| 71188 - | 1999 XH224             | 13 de desembre, 1999 | Kitt Peak            | Spacewatch    |
| 71189 - | 1999 XL229             | 7 de desembre, 1999  | Catalina             | CSS           |
| 71190 - | 1999 XO229             | 7 de desembre, 1999  | Catalina             | CSS           |
| 71191 - | 1999 XX229             | 7 de desembre, 1999  | Catalina             | CSS           |
| 71192 - | 1999 XC230             | 7 de desembre, 1999  | Catalina             | CSS           |
| 71193 - | 1999 XG231             | 7 de desembre, 1999  | Catalina             | CSS           |
| 71194 - | 1999 XH231             | 7 de desembre, 1999  | Catalina             | CSS           |
| 71195 - | 1999 XO231             | 8 de desembre, 1999  | Catalina             | CSS           |
| 71196 - | 1999 XP233             | 4 de desembre, 1999  | Anderson Mesa        | LONEOS        |
| 71197 - | 1999 XE234             | 4 de desembre, 1999  | Anderson Mesa        | LONEOS        |
| 71198 - | 1999 XX234             | 3 de desembre, 1999  | Anderson Mesa        | LONEOS        |
| 71199 - | 1999 XM236             | 5 de desembre, 1999  | Anderson Mesa        | LONEOS        |
| 71200 - | 1999 XT236             | 5 de desembre, 1999  | Catalina             | CSS           |